# KEO
KEO is de naam van een voorgestelde tijdcapsule waarvan de lancering gepland staat voor 2019. De capsule bestaat uit een satelliet die over 50.000 jaar weer uit zichzelf neer moet komen op aarde. De satelliet neemt berichten en informatie van hedendaagse mensen met zich mee. De satelliet is op dit moment nog niet gebouwd.
Het project wordt door UNESCO beschouwd als het Project van de 21e Eeuw, en worden ook gesteund door de Europese Ruimtevaartorganisatie.

## Persoonlijke berichten
Ieder persoon op aarde heeft de mogelijkheid een persoonlijk bericht met de satelliet mee te sturen, dat dan als alles goed gaat gelezen kan worden door de mensen van rond het jaar 52.000. Een bericht mag maximaal 6.000 tekens bevatten, of 4 A4'tjes. Berichten kunnen worden ingezonden op de website van het project, of worden ingezonden over de post. De einddatum voor inzendingen is 31 december 2009. Alle berichten zullen (anoniem) op internet worden geplaatst na het lanceren van de satelliet.

## Overige inhoud
KEO zal ook een diamant met een druppel menselijk bloed met zich meenemen, evenals monsters lucht, zeewater en aarde. Het menselijk DNA zal op een van de oppervlakten worden gegraveerd, en ook reist er een astronomische klok mee waarop de rotatiesnelheden van diverse pulsars kunnen worden afgelezen, evenals foto's van mensen uit allerlei verschillende culturen en een compendium van de menselijke kennis op dit moment.

## Technische details
De berichten zullen op een stralingsbestendige dvd worden gezet. Instructies voor het bouwen van een dvd-speler worden bijgevoegd. De satelliet bestaat uit een holle cilinder, 80 cm in diameter. Een kaart van de aarde is op de cilinder gegraveerd, omringd door een aluminium laag, een thermische laag en diverse lagen van titanium en andere zware metalen, met daartussen een vacuüm. Hierdoor is de satelliet bestand tegen straling, inslagen door ruimtepuin en het weer binnentreden van de aardse atmosfeer. Bij dit binnentreden zal de thermische laag tevens een aurora produceren. De satelliet zal gelanceerd worden door een Ariane 5 raket in een 1800 km hoge omloopbaan, waardoor het 500 eeuwen duurt voor de satelliet weer op aarde neerkomt.